# 平溪臺陽鑛業鑛長宿舍
平溪臺陽鑛業鑛長宿舍，是位於臺灣新北市平溪區白石里的一座日治時期建築，現為新北市市定古蹟。

## 歷史
1920年代，隨著臺陽礦業公司所屬的兩大煤礦「石底煤礦」和「青桐煤礦」的開發和平溪線的興建，菁桐坑作為該鐵路支線的終點站及採礦產業開始發展，轉型為礦業聚落。當時臺陽將其下司職員宿舍設置於白石村興建，並分別於大正4年（1915年）、昭和5年（1930年）及昭和15年（1940年），以三期階段於該地區興建宿舍群。白石村宿舍群共由獨棟建築（石底鑛長宿舍）與五棟雙拼宿舍（一棟二戶）構成，其中石底鑛長宿舍於昭和13年（1938年）完工，是該區最高主管的住宅，作為礦長與公司總經理的住所使用，因而被稱為「皇宮」，高級職員住宅區則被稱為「東京」，附近則設有平溪招待所，該日式宿舍群與菁桐街對外連結則是靠民生橋通行，另外位於青桐煤礦處則設有「北海道」住宅，現已不存。
第二次世界大戰結束後，該建築物依然作為鑛長宿舍使用，後在2001年與周圍東京宿舍重新對進行建築整修工程，現況鑛長宿舍與附近建築則變更為茶坊和民宿使用，又名「皇宮茶坊」對外營業。

## 建築設計
平溪臺陽鑛業鑛長宿舍建築範圍包括建築本體和周邊景觀，佔地近150坪，建物面積約31坪，其官舍依其頒佈之「臺灣總督府官舍建築標準」規定標準性屬「第四種高等官舍」。因地勢較高，該宿舍需要爬上階梯抵達
正面入口為唐破風形式，建築結構主要為木、磚構造，為避免土壁遇雨受損剝落，另外在在外牆裝設雨淋板。室內格局則設有書房、接待室、座敷、茶之間等主要和式建築居室空間，左側則設有便所、台所等附屬空間。

## 另見
- 臺陽礦業國英坑
- 台陽礦業事務所
- 陋園
- 顏雲年
- 顏國年
- 基隆顏家

## 外部連結
- 臺陽礦業公司平溪招待所 - 文化部iCulture （页面存档备份，存于）